# 걸리버의 우주여행
걸리버의 우주여행(ガリバーの宇宙旅行)은 1965년에 만들어진 일본 애니메이션이다. 1966년에 미국에서 개봉하였다.

## 제작
도에이 동화에서 제작한 초기 애니메이션 중 하나로, 도에이에서 나온 이전 애니메이션들처럼, 아시아 신화에서 많은 모티브를 빌려왔다. 이 작품은 후일 월트 디즈니사가 만드는 뮤지컬 애니메이션의 모델이 되었다. 한스 크리스티안 안데르센과 조나단 스위프트의 이야기로부터 빌려온 요소에다가 SF적인 요소를 더했기 때문에, 제작사는 이 작품이 국제 무대에서 많은 호응이 있을 것으로 기대했다. 그러나 개봉이 된 후에 이 작품은 도에이 동화가 만든 이전의 작품에 비해서 별로 대중적인 인기를 끌지 못했다. 이 작품이 미국에서 흥행에 실패한 후에, 10년이 넘도록 일본 애니메이션은 미국에서 개봉되지 못했다.

## 스탭
영화음악을 담당한 도미타 이사오는, 이 작품에 참여할 당시에는 아직 국제적으로 인기를 누리는 전자음악 작곡가가 아니었다. 이후에 그는 유명해졌다.
젊은 미야자키 하야오는 그가 애니메이션 분야에 종사하기 시작한 지 얼마 되지 않았을 때에, 여러 애니메이터 중 한 사람으로 이 작품에 참여했다. 그가 이 영화의 결말 부분에 한 기여 때문에, 도에이 동화회사에서 미야자키에게 관심을 갖게 되었다. 영화의 각본은 세키자와 시니치가 썼다. 세키자와는 유명한 영화 시리즈인 고질라의 각본을 쓰기도 하였다.

## 줄거리
이 작품의 이야기는 집 없는 소년인 리키를 주인공으로 하고 있다. 리키는 걸리버에 대한 영화를 본 다음에, 숲속을 걷다가 바로 그 걸리버 박사를 만난다. 걸리버는 이제 나이가 지긋한 할아버지가 되었고, 우주 여행을 연구하는 과학자로 일하고 있다. 걸리버 박사와 리키는, 걸리버의 조수인 크로 그리고 리키의 친구인 말하는 강아지와 장난감 병정과 함께, 블루 호프 행성으로 가기 위해 은하수로 여행을 떠난다. 블루 호프 행성은 자주빛 여왕이 자리잡고 있는 곳으로, 그녀가 이끄는 악한 로봇들이 그 행성을 장악한 상태이다. 악한 로봇을 녹일 수 있는 물총과 물풍선으로 무장한, 리키와 걸리버 박사는 블루 호프 행성을 악당들에게서 되찾는다.